# Cetek orrnyílásai
A cetek orrnyílásai ugyanazt a szerepet töltik be, mint más emlősök esetében az orrlyukak. Hanem a cetek esetében ezek a lyukak nem az orr végén, hanem a fej tetején ülnek. Amikor a cetek elérik a víz felszínét, erőteljesen fújnak egyet. Ekkor nemcsak a szén-dioxidban (CO2) dús levegőt fújják ki, hanem a nyálkát is, amely mint a mi esetünkben az orrban termelődik. A kifújt páraoszlopot azért láthatjuk, mivel a meleg testű emlősből nagy nyomás alatt, a hidegebb és kisebb nyomású légkörbe kerül, ahol aztán kicsapódik. A kicsapódás miatt a fehéres páraoszlopot távolról is lehet látni. A magas páraoszlopok mellett, a cetek kisebb spricceléseket is csinálnak, ez akkor van, amikor az állatok a víz felszínén pihennek és víz megy rá az orrnyílásaikra.

## Hangképzőként
Mindjárt a cetek orrnyílásai alatt, légzsákok találhatók. Az állatok ezek segítségével alkotják „énekeiket”. Az olyan fajok esetében, amelyek az echolokációt is használják, a magas frekvenciájú hangrezgések kibocsátását is szolgálják. A levegővel telített légzsákok éppen úgy képezik a hangokat, mint amikor mi egy ballonból eresszük ki a levegőt.

## Felépítésük
A sziláscetek esetében a két orrnyílás V-alakot képez. A fogasceteknél csak egy nyílás van. A legnagyobb fogascet, a nagy ámbráscet esetében ez az egy orrnyílás a fej elülső részének, középvonalától kissé balra helyezkedik el és ez tulajdonképpen az állat bal orrlyuka. Habár ez állat jobb belső orr csatornája is eléggé kifejlett, nincs a bőrön lyuk ahol használható lehessen. Az embertől és a szárazföldi emlősöktől eltérően a ceteknél a légcső csak az orrnyílásokhoz kapcsolódik, a nyelőcsőhöz (esophagus) nem. Emiatt e vízi emlősöknél nem áll fent az a veszély, hogy a táplálék a tüdőbe (pulmo) kerüljön, tehát a szájukon keresztül sem tudnak lélegzetet venni. Ilyenformán elkerülik a véletlenszerű fulladást. A ceteknek e rendszer miatt nincs hányingerük a garatnyálkahártya érintésekor.

## Képek

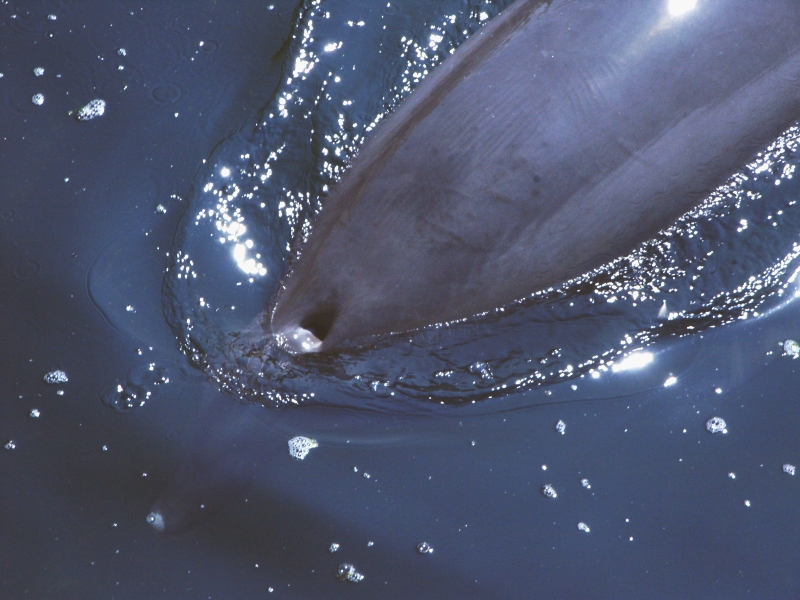
Az egy lyukból álló palackorrú delfin (Tursiops truncatus) orrnyílása
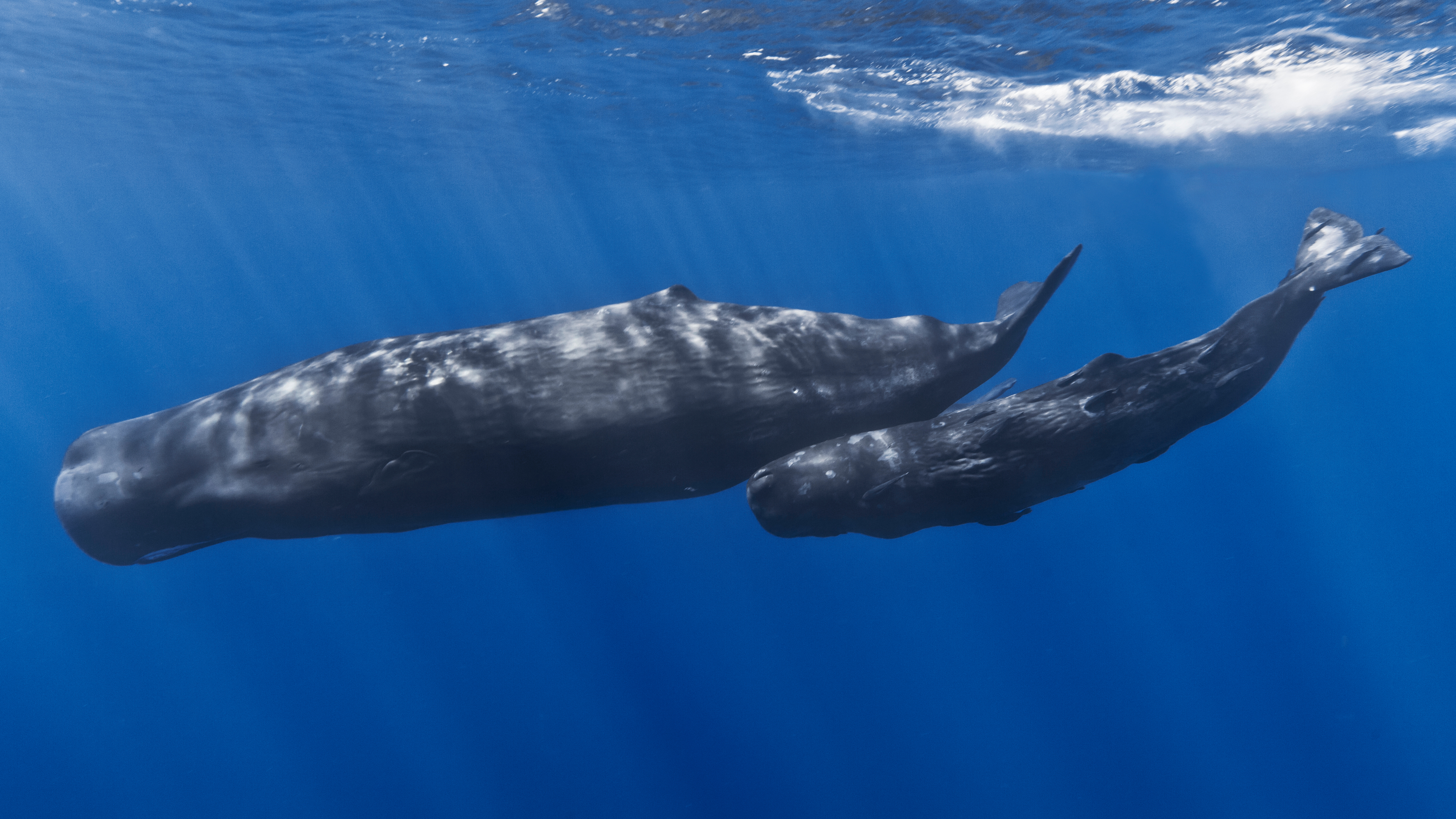
Nagy ámbráscetek (Physeter macrocephalus); a felnagyított képen jól látszik a borjú fejének bal oldalán az orrnyílás
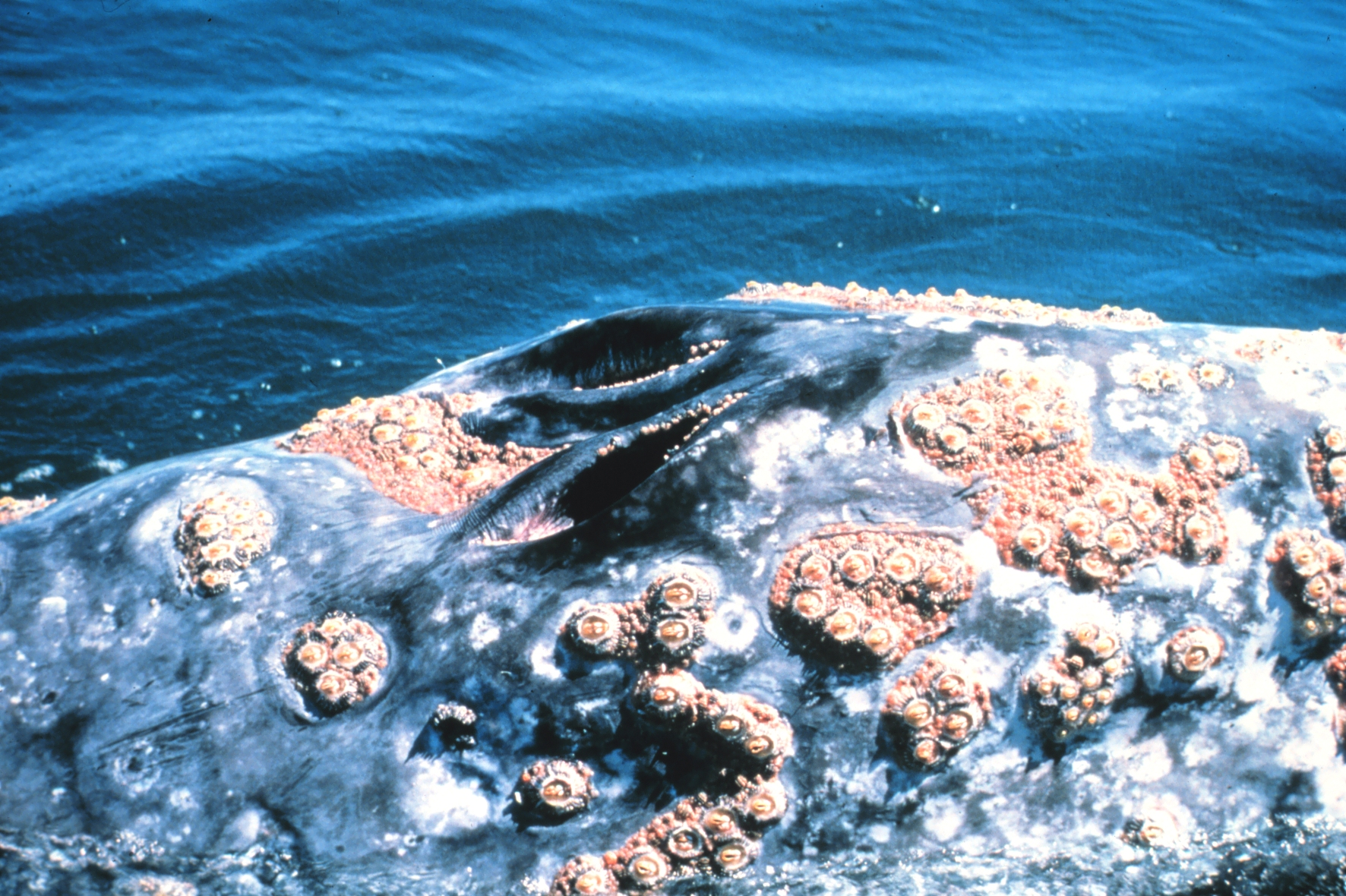
A sziláscetekre jellemző két lyukból álló V alakú orrnyílás (a képen szürke bálna (Eschrichtius robustus) látható)
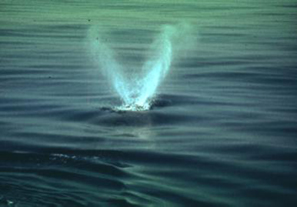
Az északi simabálna (Eubalaena glacialis) kifújt páraoszlopa, a fajra jellemző V alakkal

## Fordítás
- Ez a szócikk részben vagy egészben  a   Blowhole (anatomy) című angol Wikipédia-szócikk ezen változatának fordításán alapul.  Az eredeti cikk szerkesztőit annak laptörténete sorolja fel. Ez a jelzés csupán a megfogalmazás eredetét és a szerzői jogokat jelzi, nem szolgál a cikkben szereplő információk forrásmegjelöléseként.